# 벨로드롬 드 뱅센

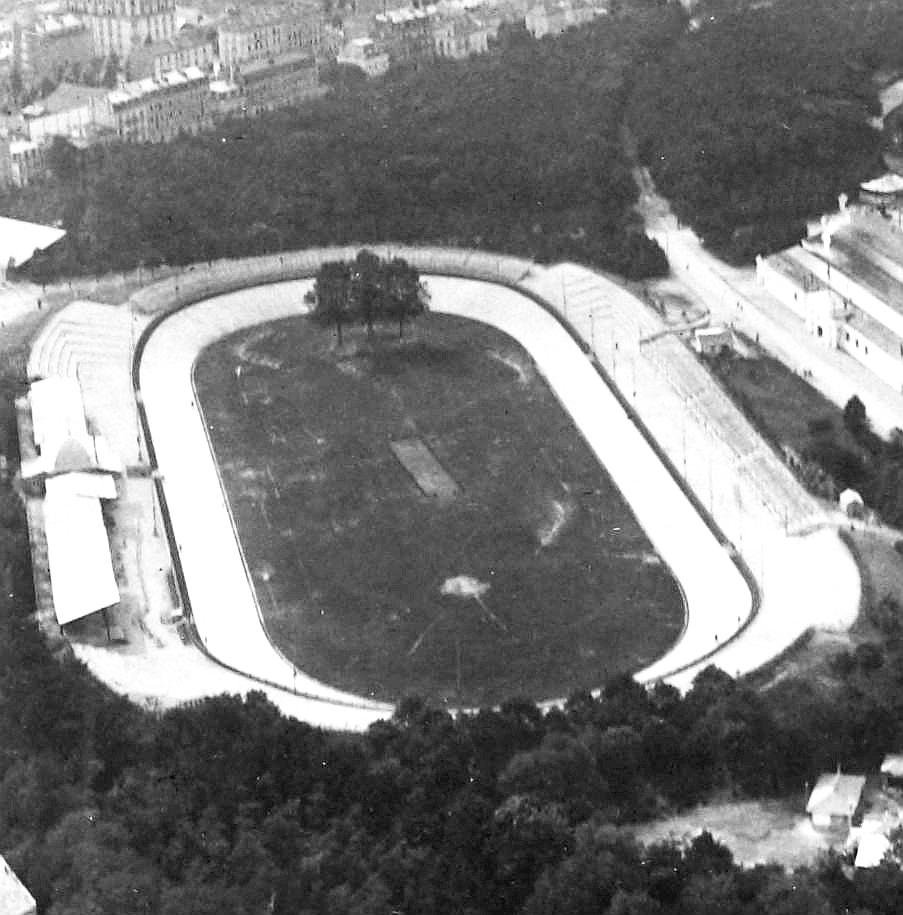
벨로드롬 드 뱅센 (1900년 하계 올림픽)

벨로드롬 드 뱅센(프랑스어: Vélodrome de Vincennes)은 프랑스 파리 근교에 위치한 도시인 뱅센에 있는 사이클 경기장이다. 1894년 개장했으며 1900년 하계 올림픽 주경기장으로 사용되었다. 1900년 하계 올림픽 개막식과 사이클, 크리켓, 럭비, 축구, 체조 경기가 열렸으며 1924년 하계 올림픽 사이클 경기장으로도 사용되었다. 1968년부터 1974년까지 투르 드 프랑스의 결승점이기도 했다.

Vélodrome Jacques-Anquetil